# Биполярные нейроны

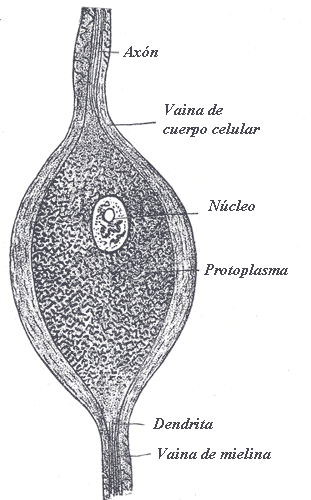
Биполярная клетка

Биполярные нейроны, или биполярные нервные клетки — нейроны, имеющие один аксон и один дендрит. Эти отростки отходят от противоположных концов клетки, и она обычно имеет веретеновидную форму (см. рис.).
Часто встречаются в специализированных сенсорных органах — сетчатке глаза, обонятельном эпителии и луковице, слуховом и вестибулярном ганглиях. Биполярные клетки участвуют, в частности, в передаче импульсов от сенсорных клеток к центральным отделам анализаторов. Один из типичных примеров биполярных нейронов — биполярные клетки сетчатки. Биполярными также являются чувствительные нейроны спинномозговых ганглиев позвоночных на определенных стадиях эмбрионального развития (позднее они превращаются в псевдоуниполярные нейроны).